# Livias
Livias fue una ciudad de Transjordania habitada durante Antigüedad clásica. Ubicada en la ribera oriental del río Jordán. Su ubicación sigue siendo imprecisa aunque es probable que las ruinas de  Tell el-Hammam corresponda al emplazamiento del centro administrativo de la ciudad.
Es probable que corresponda a Beth-Haram, nombrada en el Libro de Josué.

## Ubicación

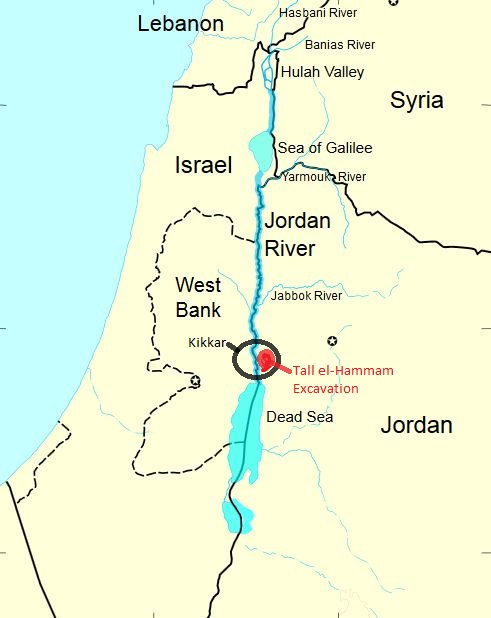
Ubicación de Tall el-Hammam

La ubicación tradicional de la ciudad romana es Tell er-Rameh, una pequeña colina que se eleva en la llanura más allá del río Jordán, a unas doce millas de Jericó. 
En 2011, Graves y Stripling propusieron que, mientras Tell er-Rameh era el centro comercial y residencial de Livias, el área alrededor de Tell el-Hammam, que creció en el período romano temprano, era el epicentro administrativo de la ciudad. 
Esto se debe a que en Tell el-Hammam hay un gran complejo de baños romanos (termas de 35 x 50 metros), varias fuentes termales, un acueducto, monedas romanas, vidrio romano, cerámica romana y un mosaico de una iglesia bizantina cercana.
La evidencia arqueológica de Shuneh el-Janubiyyeh ha demostrado la existencia de una iglesia en la diócesis, que data de los siglos VI-VIII.  Una tercera iglesia bizantina fue descubierta entre Tall Kafrayn y Tell el-Hammam (2,6 kilómetros o 1,6 mi oeste de este último), con un gran suelo de mosaico, actualmente utilizado como cementerio musulmán.
Flavio Josefo (37 d. C. – c. 100) y otros describen a Livias como una ciudad (πόλις polis) de la región de Perea, y la diferencian específicamente de una pequeña ciudad (πόλίχνη polichnē ) o de las catorce aldeas circundantes (κώμας kōmas ).
Una referencia direccional es el quinto hito al norte de Livias ubicado en Bethnambris ( Bethnamaris ; Bethnamran  ) o Tall Nimrin ( TMP 749034E, 3532378N). Según el Onomasticon de Eusebio, Livias está a cinco millas romanas (7,5 km/ 4,7 m) al sur de Tall Nimrin.
Estas referencias direccionales, junto con una declaración proporcionada por Teodosio de que "la ciudad de Livias está al otro lado del Jordán, a doce millas romanas [17,75 km/11 m] de Jericó"  hacia el este, proporcionan datos que cuando se triangulan, sitúan a Livias en Tall el-Hammam.

## Historia

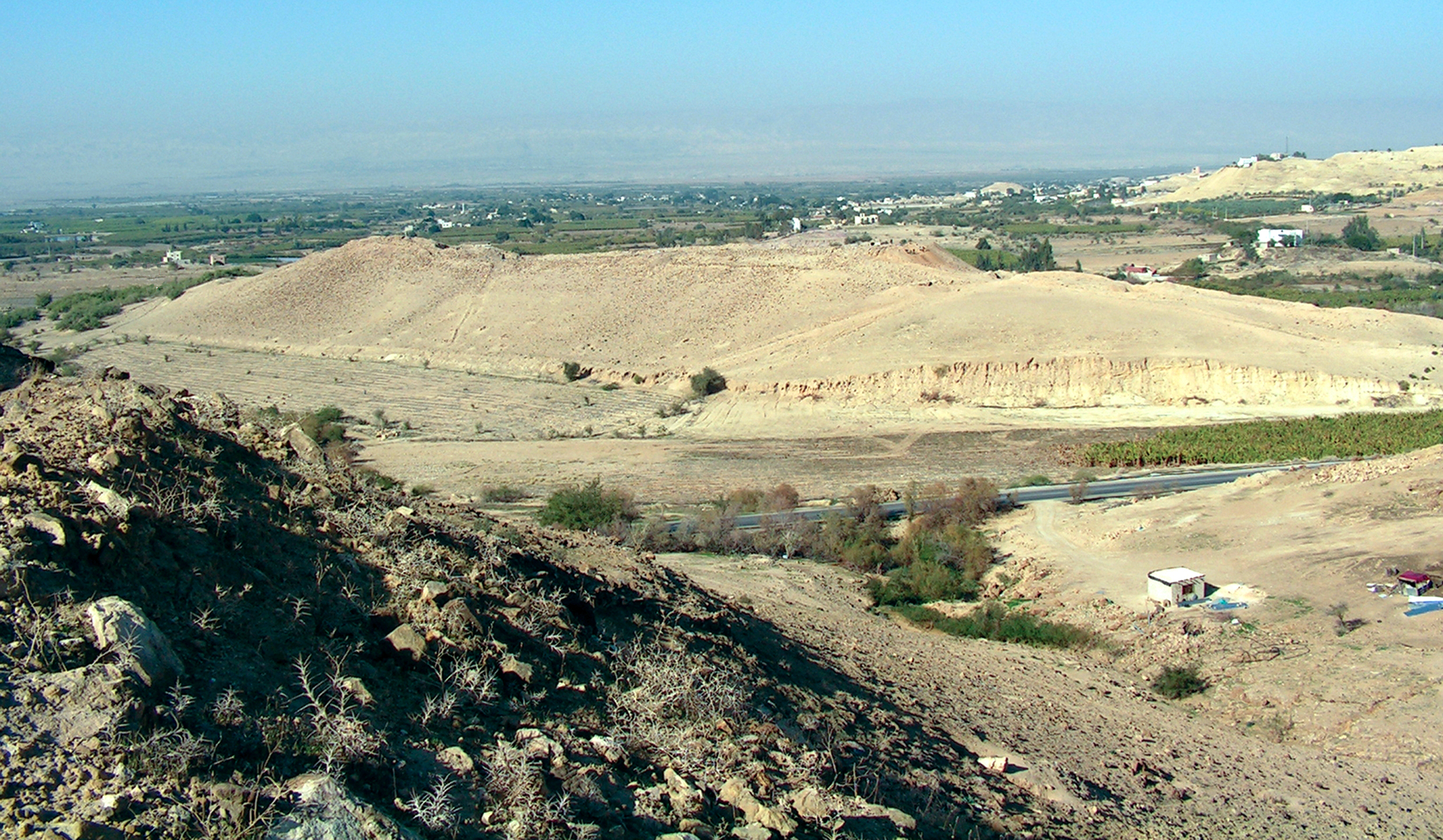
El sitio de Tall el-Hammam

La ciudad de Betharan se menciona dos veces en la Biblia ( 32:36 ; 13:27 ). Numerosos autores han presentado una cadena de evidencia que conecta a Beth-Haram del Libro de Josué, considerada la misma que Bethharan de Números,  con el Beit Ramata talmúdico ( en hebreo: בית רמתה‎ )  y Betharamtha (Βηθαραμθα) del período romano o Betharamphtha.Tenía el nombre de Betharamphtha (hebreo: בית רמתה).
Sobre el nombre de Livias, Flavio Josefo da dos versiones:
- En el año c. 80 a. C., el rey asmoneo Alejandro Janneo capturó a los nabateos una ciudad a la que posteriormente llamaría "Libias" en honor de su hijo; [16]
- En el siglo I d. C., Herodes Antipas, tetrarca de Galilea y Perea, llamó Julias en honor a la esposa de Augusto,  cuyo nombre de nacimiento era Livia Drusilla, pero que Se hizo conocida como Julia Augusta después de la adopción.

En el siglo I d. C., Herodes Antipas, tetrarca de Galilea y Perea, fortificó la ciudad de "Betaranfta" con fuertes murallas y la llamó Julias en honor a la esposa de Augusto,  cuyo nombre de nacimiento era Livia Drusilla, pero que Se hizo conocida como Julia Augusta después de la adopción. Nerón se la dio con sus catorce aldeas a Herodes Agripa II.  En la Primera Guerra Judío-Romana, el general romano Placidus la capturó en 68,   y la ciudad fue utilizada para reasentar a los desertores que se habían unido a las filas romanas. Una vez sofocada la revuelta, la zona fue devuelta a Herodes Agripa II. Como el rey murió sin herederos, sus territorios fueron anexados a la provincia de Judea. 
En reorganizaciones posteriores de las provincias romanas, se incluyó en 
- Judea (c. 92 o 100)[20]
- Siria Palaestina (135),
- Palaestina (286) y
- Palaestina Prima (425)

En ningún momento de su historia obtuvo el estatus de colonia .
En tiempos de Eusebio y San Jerónimo los nativos todavía la llamaban Bethramtha. 

### Obispado
Livias fue sede episcopal, sufragánea de la diócesis de Cesarea en Palestina. se han registrado tres obispos:
- Letoio, que estuvo en el Concilio de Éfeso en el año 431;
- Pancracio, en el Concilio de Calcedonia en 451;
- Zacarías, en un sínodo convocado por el patriarca Menas de Constantinopla en 536.

Livias ya no es un obispado residencial; hoy en día, la Iglesia Católica lo considera sede titular.